# Jacque Fresco
Jacque Fresco (New York, 13 marzo 1916 – Sebring, 18 maggio 2017) è stato un progettista e riformatore sociale statunitense, fondatore del Venus Project.
Autodefinitosi disegnatore industriale e ingegnere sociale, Fresco ha approfondito e trattato una vasta gamma di argomenti, quali il comportamentismo, la progettazione, la cibernetica, la futurologia, l'educazione e i valori umani con un approccio multidisciplinare e meccanicistico al fine di presentare una proposta esauriente di riprogettazione della società.

## Biografia

### Origini e giovinezza
Jacque Fresco fu il figlio secondogenito di due ebrei sefarditi emigrati a New York nei primissimi anni del novecento. Il padre Isaac (1882–1966), nato a Costantinopoli, visse per un breve periodo in Israele prima e in Francia poi, trasferendosi infine a New York; svolse il mestiere di giardiniere e contadino e perse il lavoro durante la grande depressione. La madre Lena (1885–1987) fu una casalinga proveniente da Gerusalemme. Ebbe due fratelli: il maggiore, David (1909–1997), è stato un attore caratterista, che fu vittima negli anni cinquanta del maccartismo a Hollywood, e una sorella minore di nome Frieda (1920–1988).
Cresciuto nel quartiere di Bensonhurst, nel borgo di Brooklyn, Fresco all'età di otto anni vide il film I dieci comandamenti, e non capendone la logica arrivò a conoscere l'evoluzione e l'ateismo. Lasciò la scuola all'età di quattordici anni, periodo in cui prese parte a riunioni della lega della gioventù comunista, di socialisti, di fascisti, del Mankind United, del movimento tecnocratico e di filosofie orientali per capire cosa si stesse insegnando; successivamente incontrò Richard Buckminster Fuller e, a Princeton, Albert Einstein.

### Maturità

#### Industria aeronautica
Fresco trovò lavoro presso la Douglas Aircraft Company in California durante gli anni trenta. Presentò progetti alternativi che includevano sia velivoli a forma alare sia a forma discoidale, a cui si riferiva con il nome di Flying saucer ("piattino volante"). Alcuni dei suoi progetti furono considerati infattibili allora; Fresco incontrò resistenza alle sue proposte e i suoi progetti, in seguito li riprogettò per la Douglas in modo da evitare disaccordi.
Nel 1942, Fresco fu chiamato ad arruolarsi nell'esercito degli Stati Uniti. Venne assegnato al reparto di progettazione e sviluppo per le United States Army Air Forces a Wright Field. Secondo i rapporti produceva più di quaranta progetti al giorno. Uno fu il "radical variable camber wing" (ala con profonda curvatura variabile) con il quale tentò di ottimizzare il controllo di volo permettendo al pilota di regolare lo spessore delle ali durante il sollevamento da terra e in volo. Fresco non si adattò alla vita militare e venne congedato nel 1944. Ha avuto idee avanzate per i progetti degli aerei. Stando ad alcuni commenti, ottenne la reputazione di "uomo vent'anni avanti per il suo tempo".

#### LaTrend Homee i Laboratori di ricerca scientifica
Earl Muntz commissionò a Fresco il progetto di una abitazione che fosse a basso costo. Fresco, assieme ai suoi soci Harry Giaretto ed Eli Catran, concepì il design e il progetto della casa.
Nell'estate del 1948 Fresco, allora trentaduenne, si avvicinò al successo con questo progetto che venne chiamato Trend Home. Costruito quasi interamente in alluminio e vetro, fu in mostra al palco 8 della Warner Bros. situato ad Hollywood. Servì il lavoro di dieci uomini per otto ore per costruire la Trend Home.
Il costo della visita alla Trend Home durante i tre mesi in esposizione era di un dollaro. Il ricavato andò in beneficenza alla Cancer Prevention Society. La Trend Home necessitò del finanziamento federale; un ufficiale della Federal Housing Administration fece visita all'ufficio di Muntz negli studi della Warner Brothers durante l'estate del 1948 ma negò i fondi per il progetto.
Negli ultimi anni del 1940 e nei primi anni del 1950, Fresco creò e fu il direttore degli Scientific Research Laboratories a Los Angeles. Qui tenne anche dei seminari ed insegnò disegno tecnico e contemporaneamente conduceva ricerche e lavorava a dei progetti come inventore freelance e consulente scientifico. Durante questo periodo lottò per ottenere fondi per le sue ricerche per far fronte alle diverse difficoltà finanziarie. Nel 1955, lasciò la California dopo che il suo laboratorio venne chiuso per costruire la Golden State Freeway.

### Il periodo in Florida
Nei primi anni cinquanta, progettò e costruì modelli e scene in miniatura per il film Project Moonbase e nel 1955 Fresco si spostò a Miami in Florida, dove cominciò a lavorare come consulente psicologico nonostante non avesse una formale educazione in quel settore.
Successivamente entrò a far parte di organizzazioni di supremazia bianca sostenendo di aver aderito per testare l'attuabilità di poter cambiare le persone. Egli descrive l'adesione ai gruppi del Ku Klux Klan e del Consiglio dei cittadini bianchi di Miami come un tentativo per poter cambiare la loro visione sulle discriminazioni razziali.
A Miami, Fresco mise in mostra i suoi disegni di città circolari. Fresco fece del disegnatore industriale il lavoro della sua vita, lavorando per varie compagnie quali l'Alcoa e la Major Realy Corporation.
Nel 1961, con Pietro Belluschi e Charles Frederick Wise, Fresco collaborò ad un progetto conosciuto come 'Sandwich House'. Composta principalmente da componenti prefabbricati, tramezzi ed alluminio, era in vendita per 2,950 dollari o per 7,500 se si includevano le fondamenta e tutte le installazioni interne. Durante questo periodo, Fresco supportò i suoi progetti disegnando dispositivi prefabbricati in alluminio attraverso la Jacque Fresco Enterprises Inc.
Dal 1955 al 1969 Fresco nominò le sue idee sociali Project Americana.

#### Sociocyberneering
Alla fine degli anni sessanta, Fresco fondò e diresse, fino alla fine degli anni settanta, una organizzazione non-profit, chiamata Sociocyberneering, tenendo dei seminari settimanali nella sua casa di Coral Gables e promuovendola in programmi radiofonici. Looking Forward venne pubblicato nel 1969, scritto da Kenneth S. Keyes, Jr. e Jacque Fresco ne fu il coautore. Il 19 agosto 1974, fu intervistato in una televisione locale di Miami da Larry King. Nel 1976 Roxanne Meadows partecipò per la prima volta a uno dei seminari, invitata dal suo fidanzato che allora era un assiduo partecipante. Negli anni seguenti pubblicò alcuni libretti diffusi all'interno dell'organizzazione che dirigeva e provò a costruire una piccola comunità nei pressi di Naples, ma il progetto non andò a buon fine e l'organizzazione si sciolse.

#### The Venus Project
Tra gli anni ottanta e la prima metà degli anni novanta, Jacque Fresco, insieme alle sue socie Birgit Lahaye e Roxanne Meadows e ad alcuni amici, si dedicò alla costruzione di un centro di ricerca, costituito in tutto da dieci edifici a forma di cupola in uno spazio di otto ettari e mezzo, nella zona di Venus, nella Florida centrale; è in questo periodo che concepisce il termine e il significato di economia basata sulle risorse. Nel 1994, produce il documentario The Venus Project: The Redesign of a Culture, che anticipa di un anno la pubblicazione del saggio omonimo e la fondazione del Venus Project.
Nel 1997, scrive il saggio And The World Will Be One, che però, alla fine, non è mai stato pubblicato.
Nel 2002, è stato pubblicato The Best That Money Can't Buy: Beyond Politics, Poverty & War, il suo saggio principale.
Nel 2006, William Gazecki ha prodotto un documentario su Jacque Fresco, intitolato Future by Design.
Nel 2007, The Venus Project ha pubblicato il saggio Designing the Future, scritto da Jacque Fresco che ha realizzato anche l'omonimo breve documentario.
Nel 2008, Peter Joseph ha menzionato Fresco nel film Zeitgeist: Addendum, dove le sue idee sul futuro vennero proposte come possibile alternativa.
Nel 2010, Fresco ha fatto un tour mondiale con la Meadows, compiendo ventisei seminari in venti Paesi sparsi nel mondo, al fine di promuovere e diffondere il TVP (The Venus Project).
Il 15 gennaio 2011 Zeitgeist: Moving Forward venne mostrato nelle sale, menzionando Fresco e nel novembre dello stesso anno, Fresco ha partecipato a un incontro di Occupy Miami al Government Center di Miami.
Il 12 marzo 2016, giorno prima del suo centesimo compleanno, si è tenuto a Fort Myers un evento pubblico a cui hanno partecipato oltre seicento persone. Il 19 novembre dello stesso anno è stata inaugurata una mostra al museo Baker di Naples dal titolo "Jacque Fresco, 100 Years of Vision".
Negli ultimi anni, Fresco, non facendo più ricerca sperimentale ed essendogli stata diagnosticata la malattia di Parkinson, ha tenuto un seminario settimanale di sabato nel sito del Venus Project per tutti coloro che si recavano lì.

### Vita privata
Fresco si è sposato due volte quando ha vissuto a Los Angeles, negli anni quaranta con Evelyn e, negli anni cinquanta, con Patricia Merle Douglass, da cui divorziò nel 1957. Dal matrimonio con quest'ultima, nacquero i suoi due figli Richard J. (1953–1976) e Bambi Lynne (1956–2010).

## Opere
- Looking Forward (1969) (coautore con Kenneth Keyes)
- Introduction to Sociocyberneering (1977)
- Sociocyberneering Presents Cities in Transition (1978)
- Sociocyberneering Presents the Determinants of Behavior (1978)
- Structural Systems and Systems of Structure (1979)
- The Venus Project: The Redesign of a Culture (1995)
- The Best That Money Can't Buy: Beyond Politics, Poverty & War (2002, ottava edizione 2018). ISBN 978-0-9648806-7-2.
- Designing the Future (2007)

## Filmografia
- The Venus Project: The Redesign of a Culture (1994)
- Welcome to the Future (2001)
- Cities In The Sea (2002)
- Self-erecting Structures (2002)